# Abdullah ibn Uthman
Abdullah ibn Uthman ibn Affan (arabe : عَبْدُالله بِن عُثْمَان بِن عَفَّان), (620 – 625), était l'un des petits-fils du prophète islamique Mahomet. Il naquit de l'union entre Uthman ibn Affan (le troisième des Califes bien guidés) et la fille de Muhammad Ruqayyah .

## Biographie
Dans les chroniques du gouverneur de Bassorah  Musab Zubayri il est écrit que lorsque Uthman eut migré en Abyssinie , il était accompagné de sa femme Ruqayya bint Muhammad et qu'un enfant nommé Abdullah est né au pays d'Abyssinie en 2 BH.

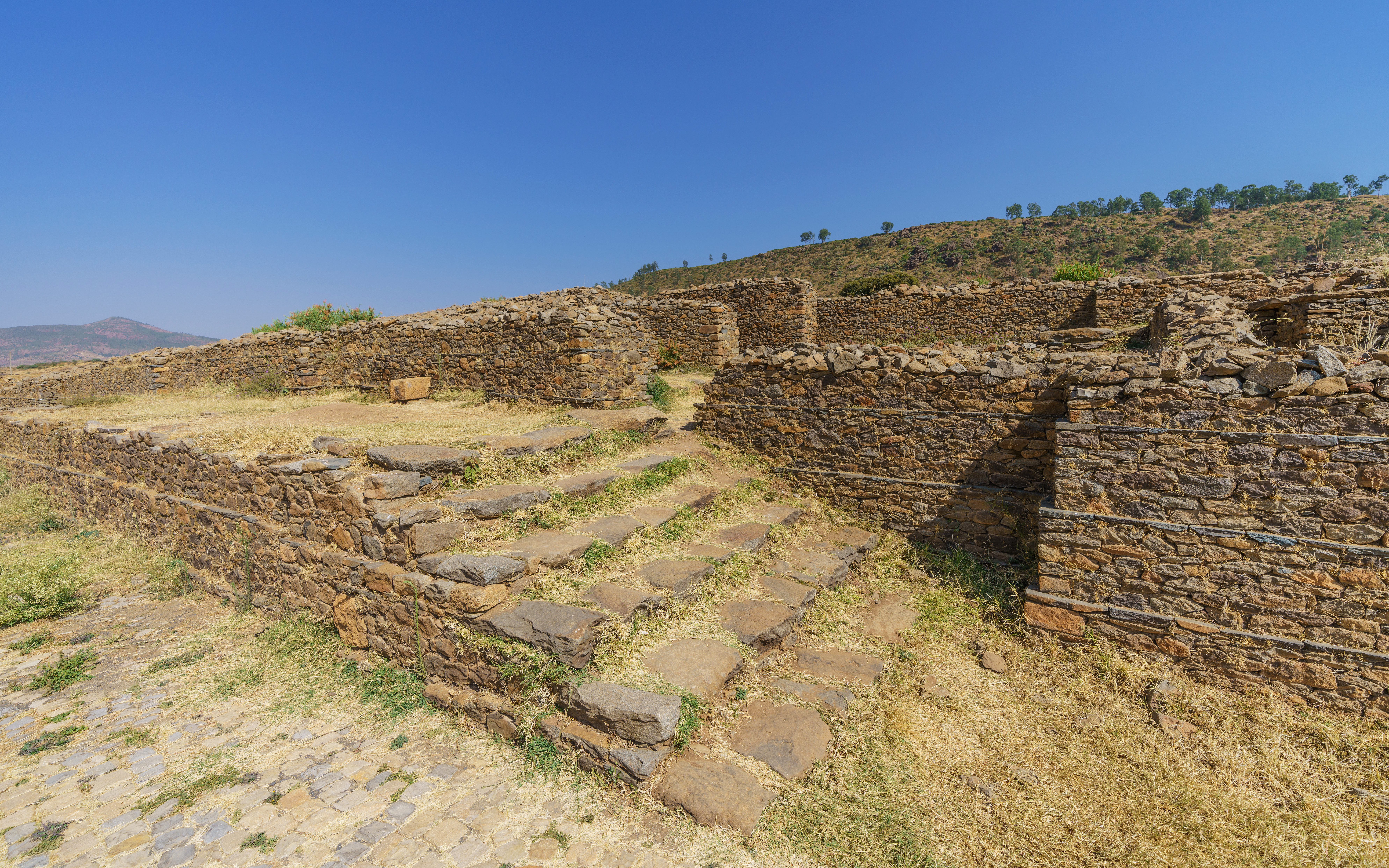
Ruines de Dungur à Axoum, en Éthiopie

À l'âge de six ans, cet enfant fut blessé par un coq qui lui perça l'œil; ce qui le rendit infirme. Il mourut au mois de décembre 625 Joumada ath-thania, à Medine et il fut enterré à Al Baqi. Mahomet a dirigé les prières funéraires.